# Les Bulles de savon (Chardin)
Pour les articles homonymes, voir Les Bulles de savon.
Les Bulles de savon font référence à une série de peintures réalisées au début du XVIIIe siècle par l'artiste français Jean Siméon Chardin. Réalisé à la peinture à l'huile sur toile,  le premier tableau figuratif de Chardin du titre - représente un jeune homme soufflant une bulle de savon. L'œuvre originale de Chardin est conservée au Metropolitan Museum of Art de New York et deux versions ultérieures de la peinture sont dans les collections du Los Angeles County Museum et de la National Gallery of Art de Washington.

## Description
Bien qu'il ait été formé comme artiste académique, Chardin s'est souvent détourné de l'art académique. Notamment, il a résisté à peindre des figures à l'aide de modèles, choisissant plutôt de peindre de mémoire ou de manière conceptuelle au début de sa carrière. Sa première peinture dans laquelle il a utilisé un modèle était Les Bulles de savon, faisant ainsi de ladite œuvre sa première peinture figurative. Chardin a exposé sa toile au Salon de Paris de 1739, bien que la version des Bulles de savon qu'il ait présentée ne soit pas connue.
Certaines sources spéculent sur le fait que Chardin a choisi les bulles de savon comme sujet en raison de leur apparition historique dans les peintures hollandaises du XVIIe siècle où elles servaient d'allusions à la fugacité de la vie.

## Anecdote sur le titre
Le graveur Pierre Filloeul, reproduisant le tableau de Chardin, l'intitule « Les Bouteilles de savon » sans raison explicite,.

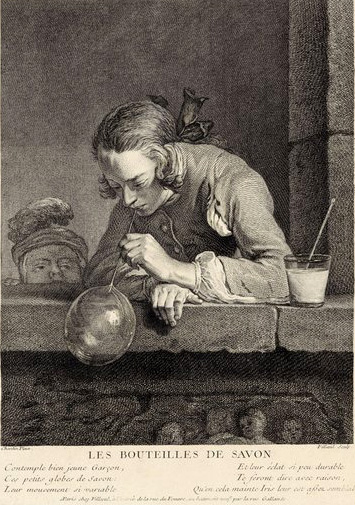
Gravure de Pierre Filloeul.